# يوليا بيجيلزيمير
يوليا بيجيلزيمير (بالأوكرانية: Бейгельзимер Юлія Емануїлівна) مواليد 20 أكتوبر 1983 في دونيتسك، الجمهورية الأوكرانية، الاتحاد السوفيتي، هي لاعبة كرة مضرب أوكرانية بدأت مسيرتها كمحترفة سنة 2001 تلعب باليد اليمنى وتحتل حالياً المرتبة رقم. 174 (20 يوليو 2015) في تصنيف رابطة محترفات كرة المضرب. أعلى تصنيف لها في الفردي كان المركز الـ 83 في سنة 2006. شاركت في دورة الألعاب الأولمبية الصيفية.

## الخط الزمني للفردي
مفتاح
| ف | ن | ن.ن | ر.ن | د# | د.م | ل | أ.أ | ت | غ | ب | ف | ذ | م.خ | ل.ت |

(ف) فاز بالبطولة (ن) وصل النهائي (ن.ن) نصف النهائي (ر.ن) ربع النهائي (د#) الأدوار الأربعة الأولى (د.م) دور المجموعات (ل) شارك في كأس ديفيز (أ.أ) خرج من الأدوار الاولى (ت) خسر التصفيات التأهيلية (غ) غاب عن الحدث أو البطولة (ب) حصل على ميدالية برونزية (ف) حصل على ميدالية فضية (ذ) حصل على ميدالية ذهبية (م.خ) بطولة الماسترز خُفضت إلى مرتبة أقل (ل.ت) البطولة لم تعقد في السنة المعينة.
لتجنب الارتباك وازدواجية الحساب، يتم تحديث هذه المعلومات إما في نهاية البطولة، أو عندما تكون مشاركة اللاعب في البطولة قد انتهت.
| دورات الجراند سلام |    |    |    |    |    |    |    |    |   |    |    |    |    |    |     |
| أستراليا المفتوحة  | غ  | ت2 | ت2 | ت2 | ت1 | د1 | ت2 | غ  | غ | ت2 | ت1 | ت2 | ت1 | ت2 | 0–1 |
| فرنسا المفتوحة     | غ  | ت3 | د1 | ت2 | د1 | د1 | غ  | غ  | غ | ت2 | ت2 | د1 | د1 |    | 0–5 |
| بطولة ويمبلدون     | غ  | ت2 | د1 | ت1 | ت2 | ت1 | غ  | غ  | غ | ت1 | ت2 | غ  | ت2 |    | 0–1 |
| أمريكا المفتوحة    | ت2 | د1 | ت2 | ت1 | د1 | ت2 | غ  | ت1 | غ | ت2 | ت1 | ت1 | ت1 |    | 0–2 |

## روابط خارجية
- يوليا بيجيلزيمير على موقع رابطة محترفات التنس (الإنجليزية)
- يوليا بيجيلزيمير على موقع الاتحاد الدولي لكرة المضرب (الإنجليزية)
- يوليا بيجيلزيمير على موقع كأس بيلي جين كينغ (الإنجليزية)
- يوليا بيجيلزيمير على موقع خلاصة التنس.كوم (الإنجليزية)
- يوليا بيجيلزيمير على موقع إي إس بي إن.كوم (الإنجليزية)
- يوليا بيجيلزيمير على موقع أوليمبيديا (الإنجليزية)